# David Nadien
David W. Nadien (geboren 12. März 1926 in New York City; gestorben 28. Mai 2014 ebenda) war ein US-amerikanischer Violinist.

## Leben
David Nadien lernte am Mannes College of Music und ging 1938 mit Adolfo Betti nach Italien, bei Kriegsausbruch 1939 kehrte er zurück. Er studierte bei Ivan Galamian und Adolf Busch. 1940 hatte er sein Debüt bei den New Yorker Philharmonikern. 1944 wurde er Soldat im Zweiten Weltkrieg und war zunächst Infanterist und danach Konzertmeister beim Armed Services Orchestra. 1946 gewann er mit Hilfe von George Szell den Leventritt Award. Unter Leonard Bernstein war er von 1966 bis 1970 Konzertmeister der New Yorker Philharmoniker. Bis 1971 trat er in diesem Orchester mehr als dreißig Mal unter verschiedenen Dirigenten als Solist auf. Nadien arbeitete auch mit anderen nordamerikanischen Orchestern.
Die Violinisten David Oistrach und Yehudi Menuhin berieten sich mit ihm.
Nadien arbeitete auch als Studio-Musiker und spielte im Orchester bei Aufnahmen von Freddie Hubbard, Billy Joel und Eumir Deodato. Als Geigenlehrer war er am Mannes College of Music tätig. Bekannt wurde er für seine Einspielungen der Teile 1 bis 4 der Suzuki-Methode.
Nadien spielte eine Guarneri del Gesù.

## Aufnahmen (Auswahl)
- Humoresque: and the world’s most popular violin solos. KAPP Records, New York 1963
- Camille Saint-Saëns: Danse macabre, op. 40. Leonard Bernstein; New York Philharmonic. Columbia Records, New York 1968